# Next Time
Next Time is een Macedonisch muziekduo.

## Biografie
Het duo bestaat uit tweelingbroers Stefan en Martin Filipovski. Ze zijn vooral bekend vanwege hun overwinning in de Macedonische nationale voorronde voor het Eurovisiesongfestival 2009. Met Nešto što kje ostane mochten ze aldus Macedonië vertegenwoordigen in Moskou. Daar werden ze uitgeschakeld in de halve finale.
1998: Vlado Janevski · 
2000: XXL · 
2002: Karolina · 
2004: Toše Proeski · 
2005: Martin Vučić · 
2006: Elena Risteska · 
2007: Karolina · 
2008: Tamara, Vrčak & Adrian Gaxha · 
2009: Next Time · 
2010: Gjoko Taneski · 
2011: Vlatko Ilievski · 
2012: Kaliopi · 
2013: Esma & Lozano · 
2014: Tijana Dapčević · 
2015: Danijel Kajmakoski · 
2016: Kaliopi · 
2017: Jana Burčeska · 
2018: Eye Cue · 
2019: Tamara Todevska · 
2021: Vasil · 
2022: Andrea